# 雷佐沃河
41°58′59″N 28°1′46″E / 41.98306°N 28.02944°E

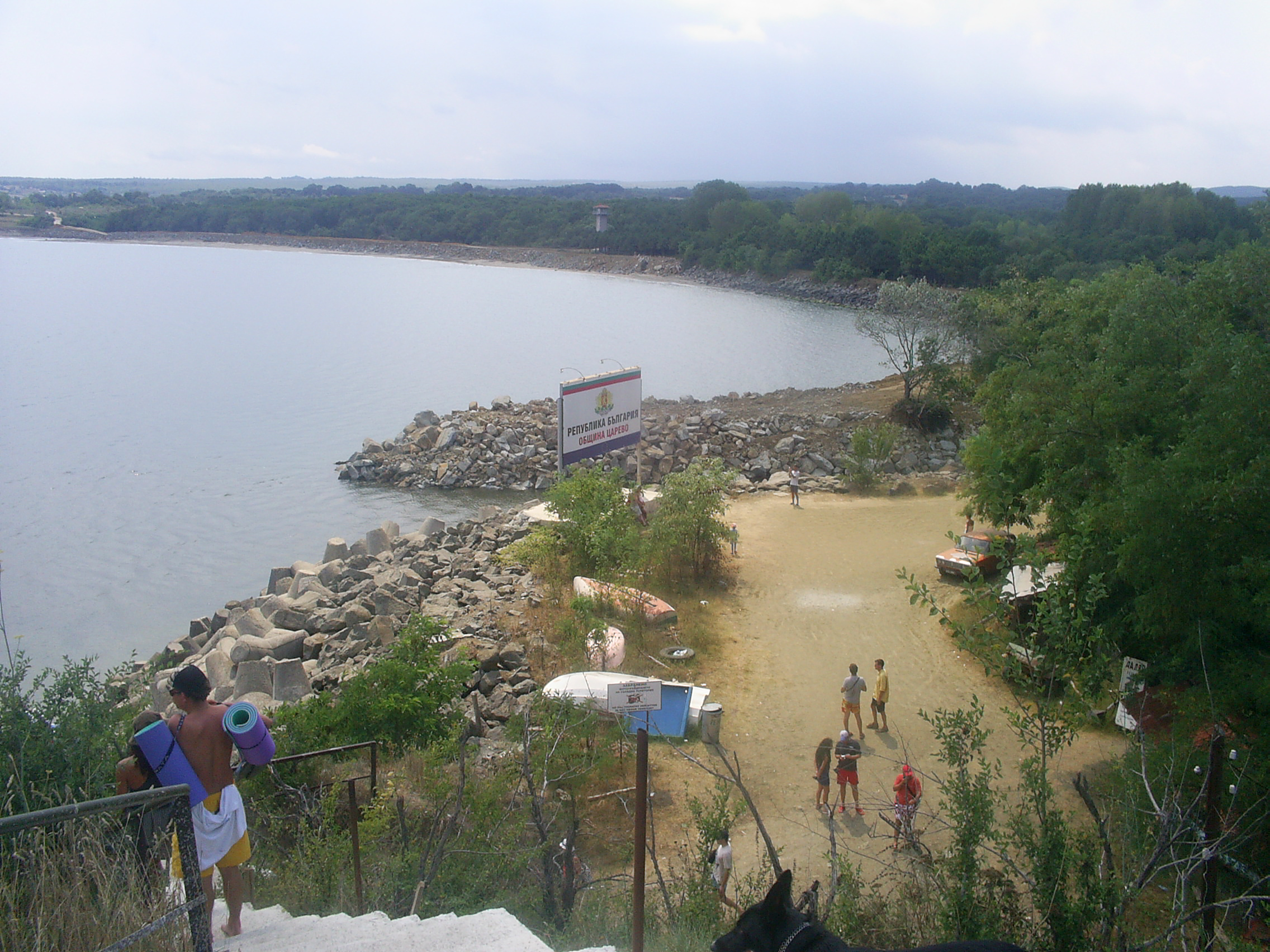

雷佐沃河是歐洲東南部的河流，流經保加利亞東南部和土耳其北部，河道全長112公里，流域面積738平方公里，發源自斯特蘭賈山脈，最終注入黑海。